# سانتا إيولاليا دي أوسكوس
بلدية سانتا إيولاليا دي أوسكوس (بالإسبانية: Santa Eulalia de Oscos) هي بلدية تقع في منطقة أستورياس شمال غرب إسبانيا.

## الديموغرافيا
بلغ عدد سكان بلدية سانتا إيولاليا دي أوسكوس 510 نسمة عام 2011 (وفقاً للمعهد الوطني للإحصاء الإسباني).
| 607 | 586 | 557 | 550 | 554 | 515 | 510 |